# Symplococarpon
Symplocarpon es un género con una sola especie, Symplocarpon flavifolium, de plantas de flores perteneciente a la familia Pentaphylacaceae.